# Urbano di Llandaff
Urbano di Llandaff (Glamorgan, ... – Roma, ottobre 1134) è stato un vescovo cattolico gallese, il primo a portare il titolo di vescovo di Llandaff.
Il suo nome in gallese era Gwrgan, da lui stesso latinizzato in Urbanus.

## Origini
Urbano proveniva da una delle influenti "dinastie clericali" anglo-gallesi dell'allora diocesi del Glamorgan. Sono noti i nomi di due suoi fratelli: Caradoc, detto il presbitero, e Gwrgan di Llancarfan. Ciò sembra suggerire che la sua famiglia fosse legata all'importante comunità religiosa di Llancarfan.
Come riportato nella petizione con cui "il clero e il popolo" del Glamorgan supportarono la sua elezione a vescovo, Urbano, così come molti altri noti chierici del Galles meridionale, fu mandato a studiare in Inghilterra e fu consacrato sacerdote nella diocesi di Worcester. Dopo aver servito come arcidiacono di Llandaff sotto il suo predecessore Herewald (1056-1104), Urbano fu eletto vescovo nel 1107 all'età di trentuno anni, il che permetterebbe di collocare la sua nascita nel 1076.

## Creazione della diocesi di Llandaff
Urbano fu consacrato vescovo l'11 agosto 1107 da Anselmo d'Aosta, arcivescovo di Canterbury, al quale fece voto di obbedienza. Come riportato dai cronisti dell'epoca Eadmero di Canterbury e Guglielmo di Malmesbury, Urbano assunse il consueto titolo di 'vescovo del Glamorgan' al momento della sua elevazione. Tuttavia, tra il 1115 e il 1119 Urbano riorganizzò la propria diocesi, stabilendo la propria sede presso la parrocchia di Llandaff, sulle rive del Taff, pochi chilometri a nord del castello di Cardiff, centro del potere politico nel Glamorgan, assumendo contestualmente il titolo di 'vescovo di Llandaff'.
Urbano si impegnò di conseguenza ad aumentare il prestigio di Llandaff: nel 1120, col permesso di Gruffydd ap Cynan, re del Gwynedd, traslò le reliquie di San Dubricio, fondatore e primo vescovo del Glamorgan, da Bardsey a Llandaff; nell'aprile dello stesso anno, diede inizio all'opera di trasformazione della piccola chiesa della comunità di Llandaff in un'imponente cattedrale romanica, i cui resti sono ancora visibili nelle strutture dell'attuale cattedrale.

## Causa contro le diocesi del Galles meridionale

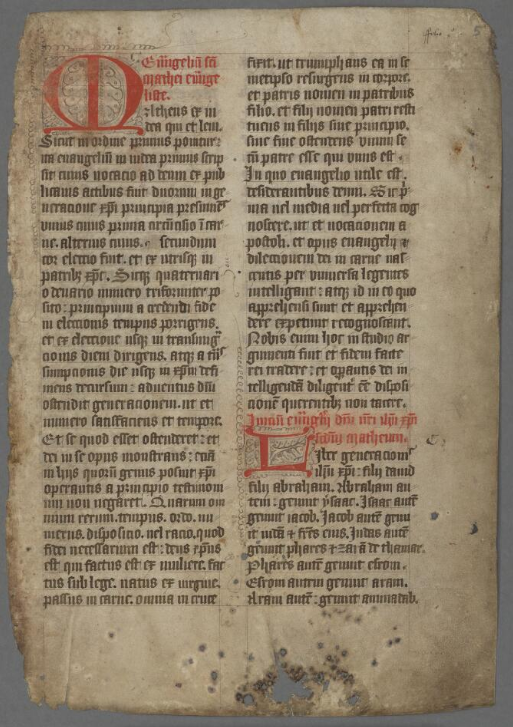
Pagina del Liber Landavensis

Oltre a donare splendore alla sua nuova sede, nello stesso periodo Urbano si dedicò anche ad espandere l'influenza politica della sua diocesi. Nel 1119 diede inizio a un grande contenzioso con le vicine diocesi di Hereford e Saint David's, delle quali reclamava ampi territori e sulle quali rivendicava la dignità di metropolita.
Una prima rimostranza di Urbano verso la diocesi di Saint David's risaliva a quando era ancora vescovo di quest'ultima Wilfird (morto nel 1115).

### IlLiber Landavensis
Per sostenere le proprie rivendicazioni territoriali e giurisdizionali, Urbano fece compilare una raccolta di documenti nota come Liber Landavensis (Libro di Llandaff). Questo dossier, portato a termine tra il 1120 e il 1134, raccoglieva numerosi statuti e diplomi relativi alle comunità episcopali del Galles sud-orientale, alcuni datati persino al periodo postromano. Le informazioni in essi riportate furono tuttavia alterate per presentare una fittizia linea ininterrotta di vescovi di Llandaff risalente a San Telio, primo patrono della comunità religiosa di Llandaff nel VI secolo. Urbano fece includere nella raccolta anche delle vite di santi legati al Galles meridionale (Dubricio, Telio e Oudoceo), nelle quali essi vengono presentati come vescovi di Llandaff e metropoliti di tutte le altre diocesi del Galles.
L'esatta paternità del Liber Landavensis non è nota. Vari storici hanno indicato come possibili scrittori e redattori lo storico Goffredo di Monmouth, l'agiografo Caradoc di Llancarfan o lo stesso Urbano, ma non esistono prove sufficienti a dirimere la questione in modo definitivo.

### L'inizio del processo
Il processo fu ufficialmente aperto durante il concilio di Reims del 1119, durante il quale Urbano presentò una petizione a papa Callisto II, nella quale asseriva il primato di Llandaff sulle altre diocesi gallesi e denunciava la persecuzione della propria chiesa da parte dei magnati gallesi e normanni, nonché la sottrazione di territori sotto la sua giurisdizione da parte delle diocesi confinanti. Il papa, che accolse le rimostranze di Urbano, gli concesse la sua protezione e inviò lettere al re Enrico I d'Inghilterra, all'arcivescovo di Canterbury Rodolfo d'Escures e a vari chierici e baroni locali affinché dessero il loro supporto al vescovo di Llandaff. Nel 1125 fu inviato a Londra il cardinale e legato pontificio Giovanni da Crema, con il compito di convocare tutte le parti coinvolte nel contenzioso per ascoltarne le posizioni e raccoglierne le deposizioni.

### Il rinvio a Roma
Nel 1127 si decise di sottoporre il caso direttamente alla corte di Roma, presso la quale Urbano giunse nell'aprile del 1128. Il nuovo pontefice Onorio II espresse un giudizio provvisorio in favore di Urbano, concedendo alla diocesi di Llandaff vasti territori nel Herefordshire e nel Deheubarth. In una seconda udienza, tenutasi nel febbraio 1129, furono esaminate le prove portate dal clero gallese e furono ascoltati i testimoni portati da Urbano. Poiché le altre parti coinvolte non si presentarono, il processo si chiuse con la vittoria di Urbano.

### L'appello della controparte
Udito il risultato, il vescovo Bernardo di Saint David's giunse a Roma nel 1130 per appellarsi contro la decisione. Tuttavia Innocenzo II, subentrato nel frattempo a Onorio, si dimostrò molto meno disposto rispetto ai suoi predecessori a dedicarsi alla questione quando incontrò il vescovo gallese presso Saint-Quentin nel 1131. Nel 1132, tuttavia, il pontefice riaprì il caso, rinviando il processo all'assemblea degli arcivescovi del regno anglo-normanno ma riservando per sé il diritto di emettere il giudizio definitivo. Urbano difese la sua posizione in una lunga serie di udienze tenutesi in Inghilterra tra il 1132 e il 1133, ma alla fine, anche a causa della crescente ostilità della corti di Londra e Canterbury (per le quali il potere del vescovo di Llandaff stava divenendo eccessivo), fu la posizione dei suoi avversari a essere ritenuta come legittima.
Ormai malato e avanti con l'età, Urbano intraprese un ultimo viaggio a Roma per perorare ulteriormente la propria causa presso il pontefice, ma morì nella città eterna nell'ottobre del 1134 senza riuscire a far riaprire il processo.
Nonostante la sconfitta, il caso di Urbano cambiò radicalmente la natura delle relazioni tra la Curia romana e la chiesa inglese: dal XII secolo in avanti, infatti, divenne una prassi sempre più comune che le parti coinvolte in un processo si appellassero a Roma contro le decisioni prese nelle corti provinciali inglesi.

## Genealogia episcopale
La genealogia episcopale è:
- Arcivescovo Robert di Jumièges
- Vescovo Guglielmo il Normanno
- Arcivescovo Lanfranco di Canterbury
- Arcivescovo Tommaso di York
- Arcivescovo Anselmo d'Aosta
- Vescovo Urbano di Llandaff